# Naranjito (Costa Rica)
Naranjito è un distretto della Costa Rica facente parte del cantone di Aguirre, nella provincia di Puntarenas.